# Auburn, Kalifornien
Auburn är en stad (city) i Placer County, i delstaten Kalifornien, USA. Enligt United States Census Bureau har staden en folkmängd på 13 660 invånare (2011) och en landarea på 18,5 km². Auburn är huvudort i Placer County. Staden började som guldgrävarläger 1848 när franska guldgrävare upptäckte guld i jorden i Auburn Ravine. 1865 fick staden järnvägsförbidelse via Central Pacific Railroads delavsnitt på den transamerikanska järnvägen.